# San Pietro Avellana
San Pietro Avellana é uma comuna italiana da região do Molise, província de Isérnia, com cerca de 662 habitantes. Estende-se por uma área de 45 km², tendo uma densidade populacional de 15 hab/km². Faz fronteira com Ateleta (AQ), Capracotta, Castel del Giudice, Castel di Sangro (AQ), Roccaraso (AQ), Vastogirardi.

## Demografia
| Variação demográfica do município entre 1861 e 2011                               |
|                                                                                   |
| Fonte: Istituto Nazionale di Statistica (ISTAT) - Elaboração gráfica da Wikipedia |